# Tregan

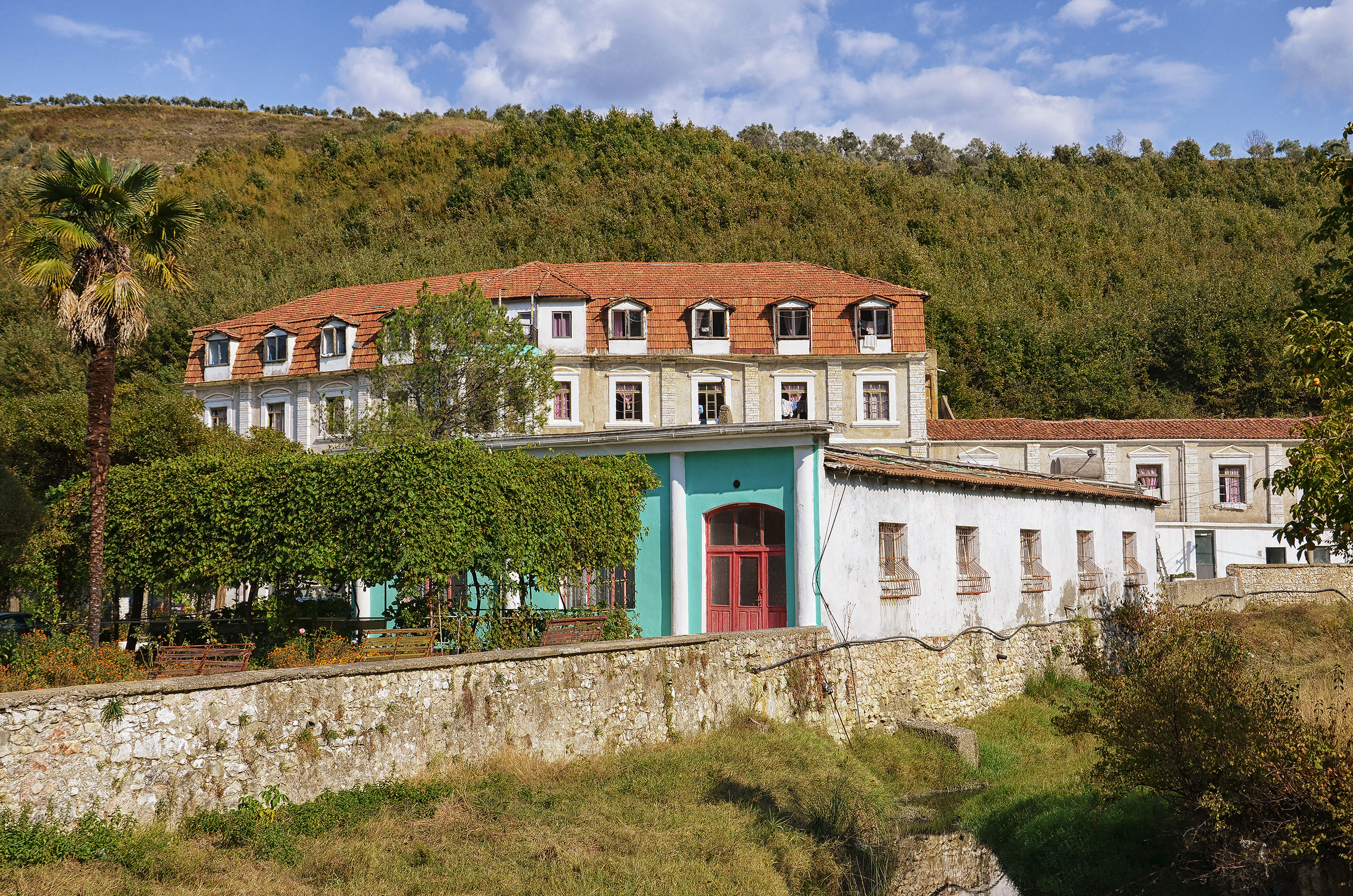
Park Nosi hotel i Tregan.

Tregan är en ort och en tidigare kommun i Elbasan prefektur i centrala Albanien. Vid lokalreformen 2015 blev det en administrativ enhet i Elbasan kommun Befolkningen vid folkräkningen 2011 var 3 036.  Den administrativa enheten består av byarna Blerimas, Bizhdan, Çikallesh, Gurisht, Kaçivel, Kyçyk, Muçan, Shinavlash, Shilbater, Trepsenisht, Tudan och Tregan.